# Красные пианисты (роман)
Красные пианисты (1990) — роман советского писателя Игоря Бондаренко.

## О романе
Наиболее полная версия о «Красной Капелле» — разведывательной сети в странах Западной Европы во время Второй мировой войны, изложенная в форме романа. Автор неоднократно выезжал в Берлин и в Будапешт, где встречался с резидентами советской разведки Шандором Радо (псевдоним — «Дора») и Рут Вернер (псевдоним «Соня»), которая в 80-е годы XX века жила в Восточном Берлине. Кроме этого автор работал в архивах Берлина и показал в романе действия германских служб безопасности, которые сумели в 1942 году ликвидировать группы, работающие на Москву, в Германии, Бельгии и Франции, Голландии, Австрии. Центр группы «Дора» располагался в Швейцарии, что не позволило германским службам безопасности быстро нейтрализовать и эту группу. Это было сделано только к концу 1943 года, когда исход войны был уже предрешен. В Главном управлении имперской безопасности — VI департамент РСХА и в гестапо все разведгруппы, работающие на Москву, имели общее кодовое название «Красная капелла». Группа Шандора Радо была «выделена» и ей присвоили своё обозначение — «Красная тройка» (по количеству радиостанций в Женеве и Лозанне).
Роман французского журналиста Жиля Перро «Красная капелла», освещает только «французско-бельгийскую ветвь», которые возглавляли Леопольд Треппер
и Анатолий Гуревич. Обе группы ликвидировали уже в 1942 году, а её руководители — оба вели радиоигру с Москвой под контролем гестапо. После войны были репрессированы. Основные источники информации, естественно, находились на территории Германии. Самой сильной и эффективной была группа Шульце-Бойзена—Харнака, которая, по сути, являлась не только разведывательной группой, но разветвлённой антинацистской организацией, которая печатала и распространяла листовки и использовала другие формы борьбы с нацистским режимом.

## Герои романа
- Шандор Радо — резидент советской разведки в Швейцарии[1].
- Харро Шульце-Бойзен — обер-лейтенант ВВС, служил в штабе рейхсмаршала Геринга в отделе, куда поступали донесения от военно-воздушных атташе Германии в разных странах (разведка).
- Арвид Харнак — старший правительственный советник в министерстве экономики третьего Рейха (ранг заместителя министра) тоже имел доступ к самым секретным материалам о промышленном потенциале Германии.
- Йон Зиг — занимал важный пост на железнодорожном транспорте Германии — начальник службы движения Штеттинского вокзала в Берлине, откуда уходили эшелоны на Восточный фронт.
- Либертас Шульце-Бойзен — жена Харро Шульце-Бойзена, референт в министерстве пропаганды доктора Геббельса (курировала Берлинскую «киностудию Дефа).
- Герберт Гольнов — обер-лейтенант, занимал важную должность в отделе вермахта, основной профиль этого отдела — подготовка диверсий на территории СССР.
- Хорст Хайльман — служил в отделе дешифровки вражеских радиостанций.
- Милдред Харнак — жена Арвида Харнака, доктор философии. Работала в Берлинском университете.
- Графиня Эрика фон Брокдорф — из её квартиры велись радиопередачи на Москву.
- Ганс Коппи — радист Щульце-Бойзена.
- Хильда Коппи — жена радиста Ганса Коппи, участница антинацистского Сопротивления в Германии.
- Анна Краус — «придворный астролог», к которой приходили «советоваться» высшие руководители Третьего рейха.
- Ильзе Штебе — известная журналистка, работала с 1932 года в паре с легационным советником министерства иностранных дел Рудольфом фон Шелиа.

## Галерея персонажей

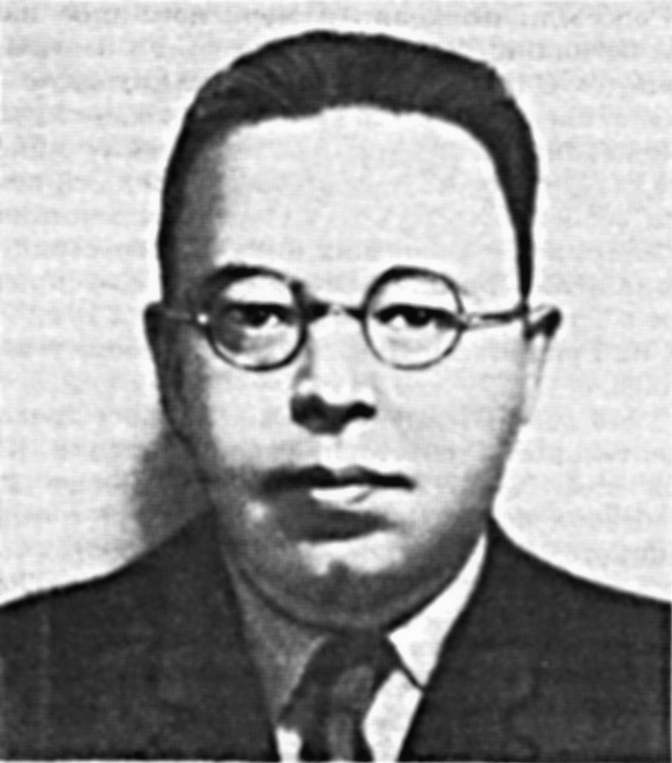
Шандор Радо
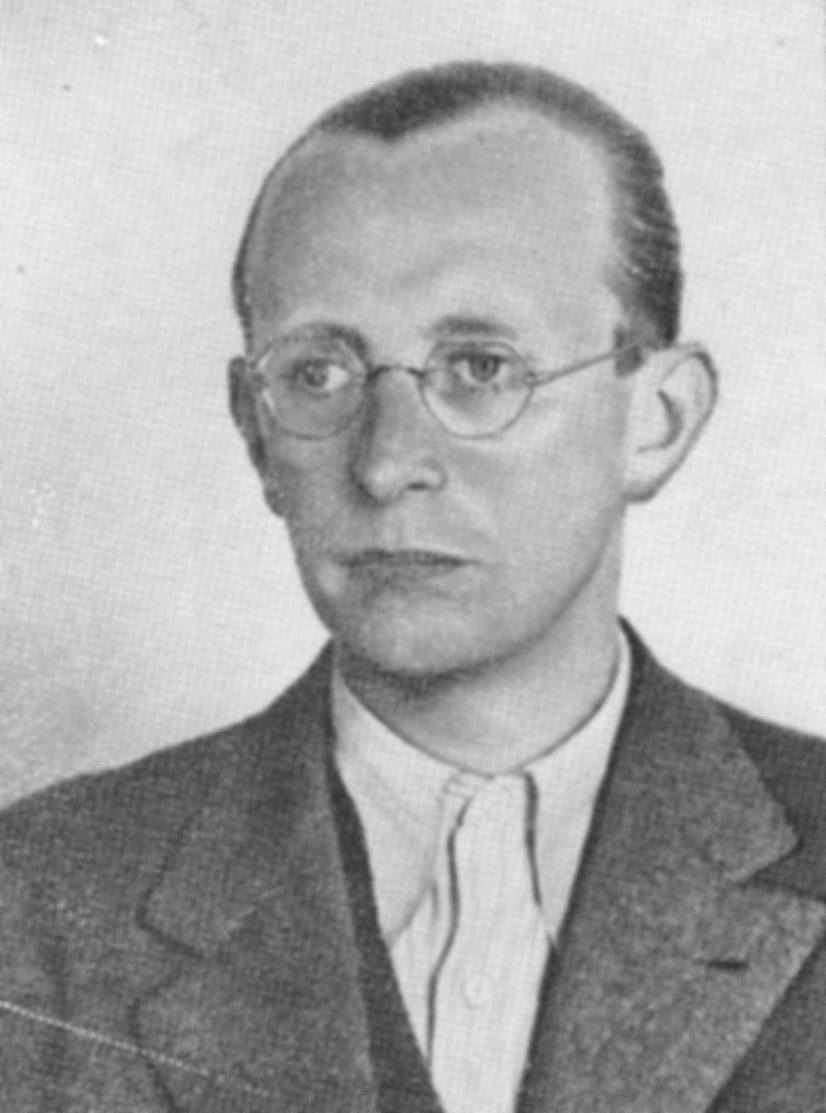
Арвид Харнак
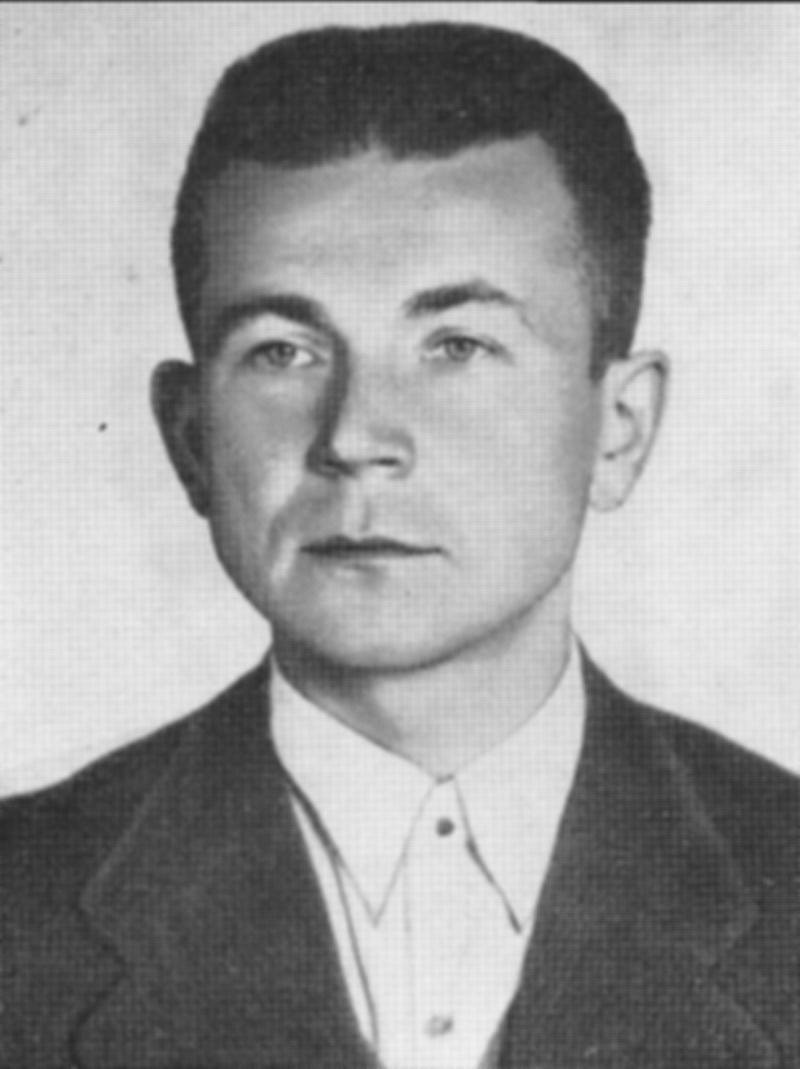
Герберт Гольнов
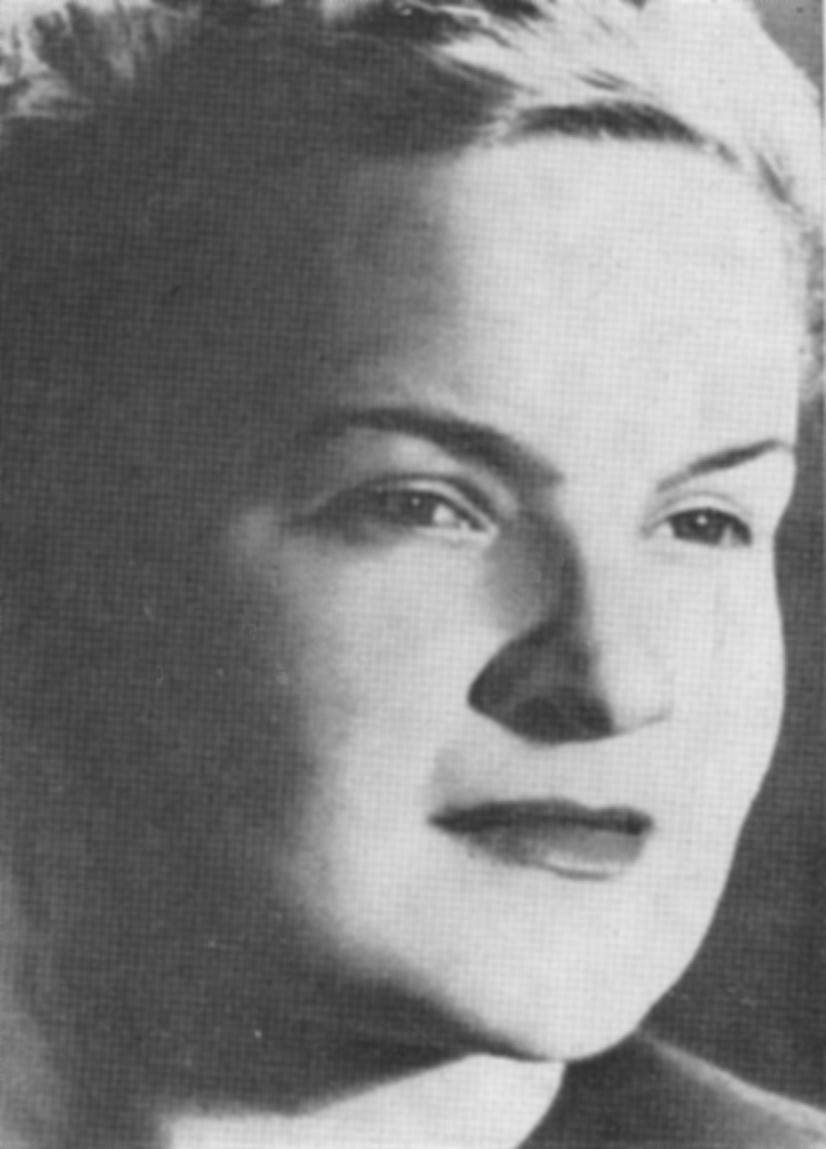
Графиня Брокдорф
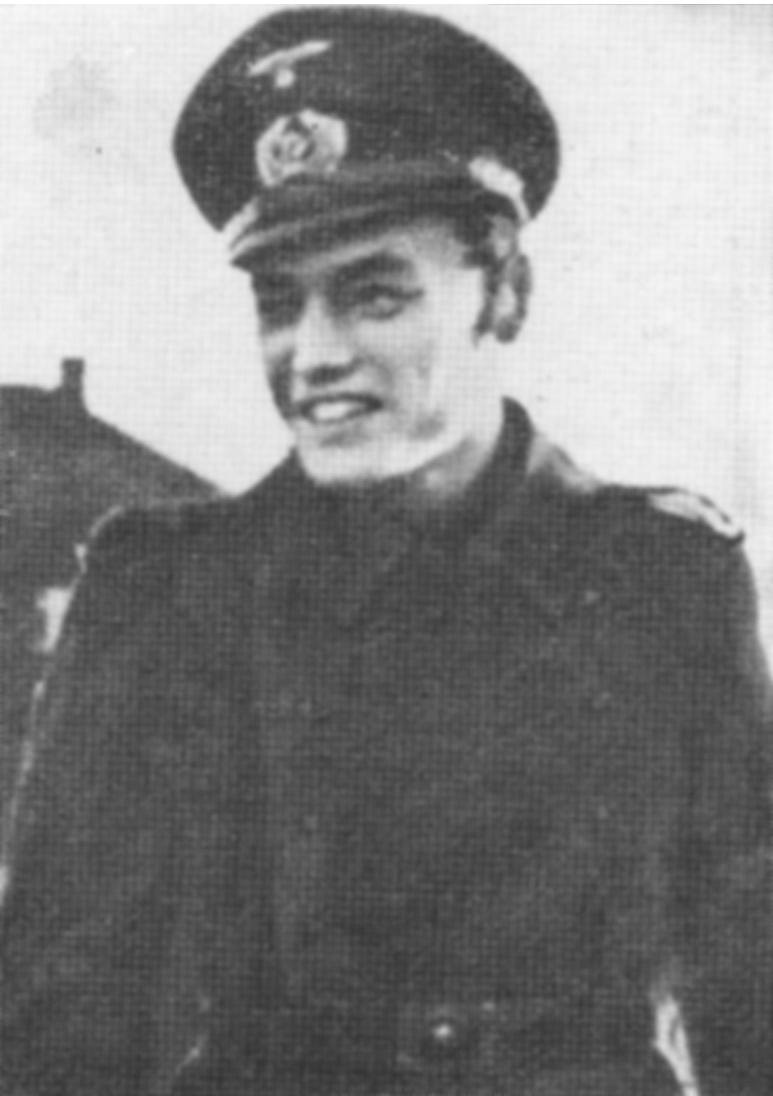
Хорст Хайльман
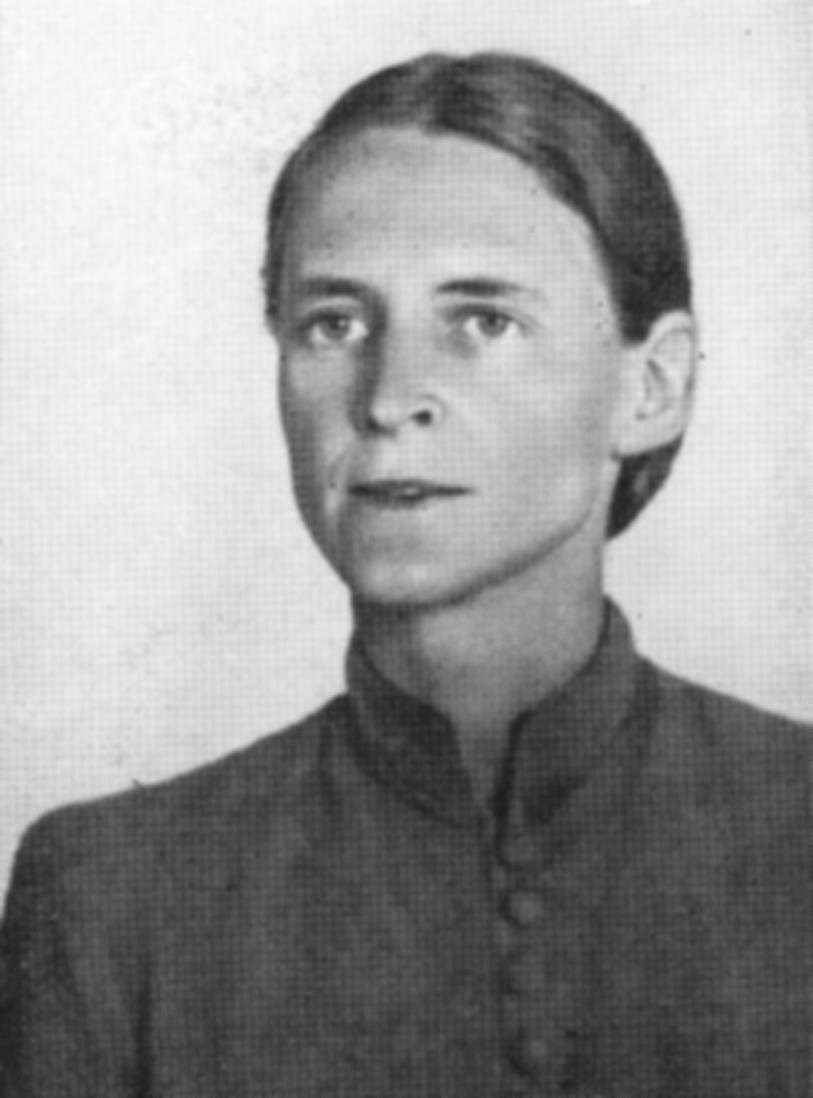
Милдред Харнак
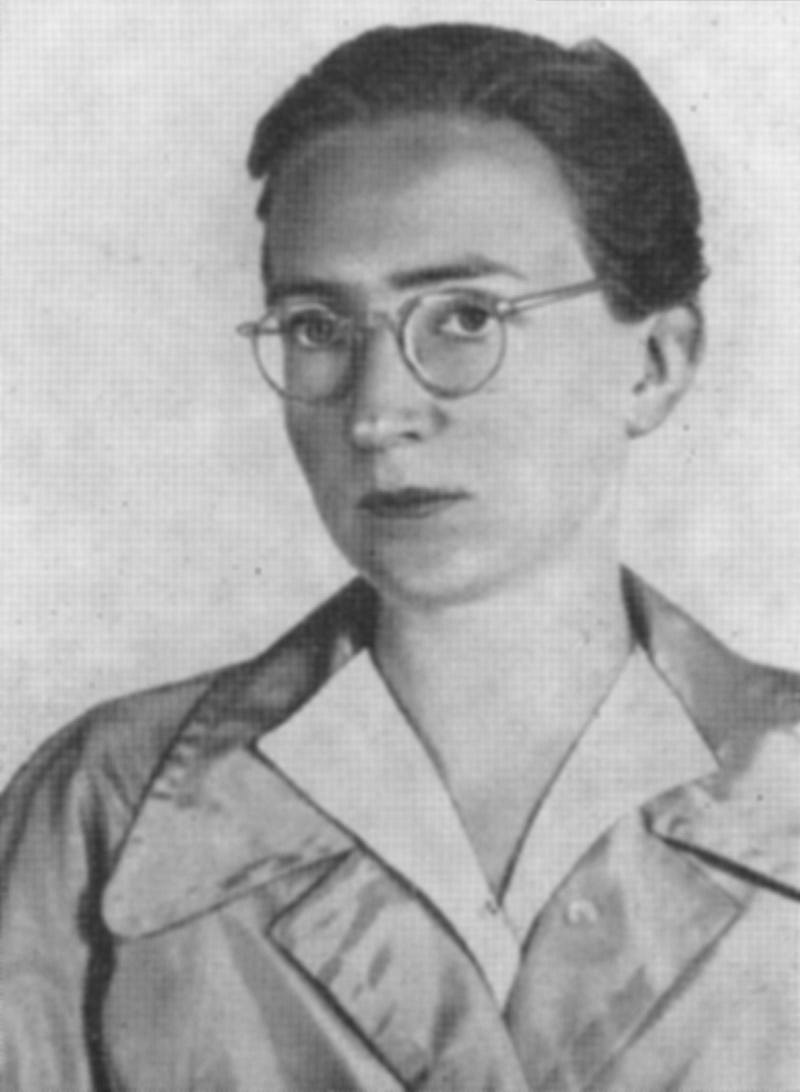
Хильда Коппи
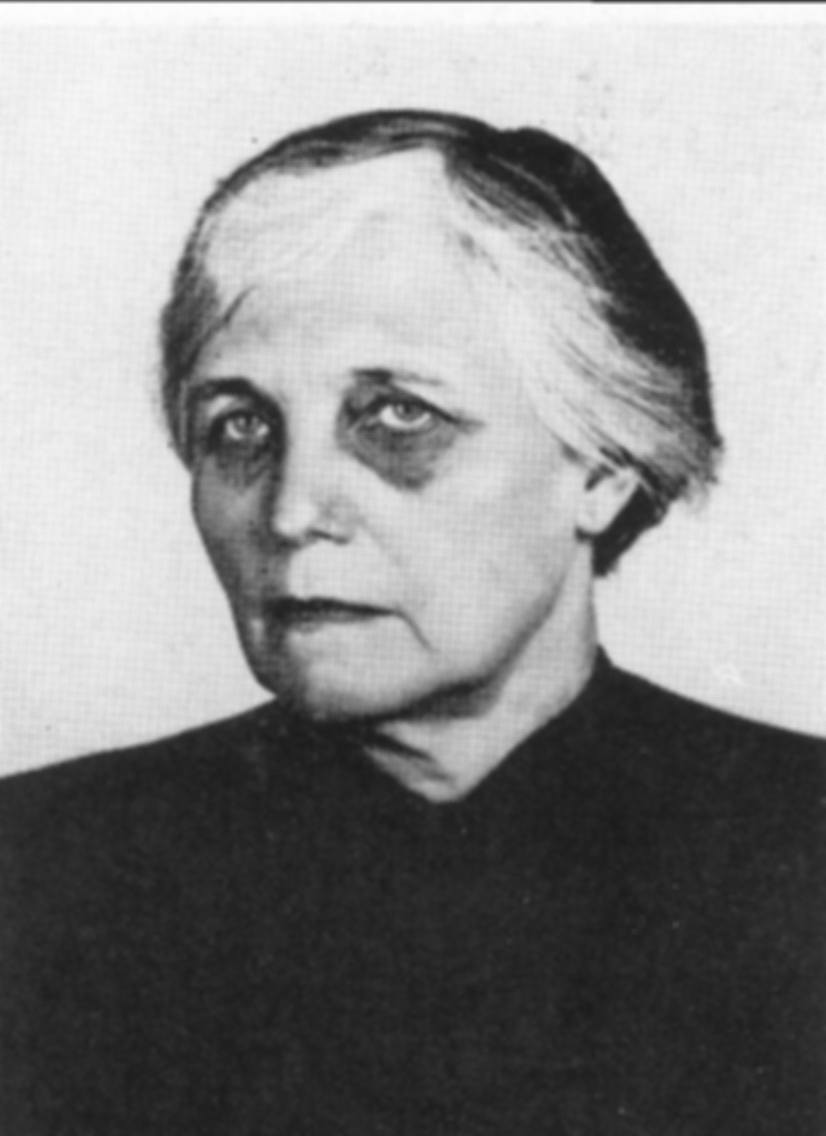
Астролог Анна Краус
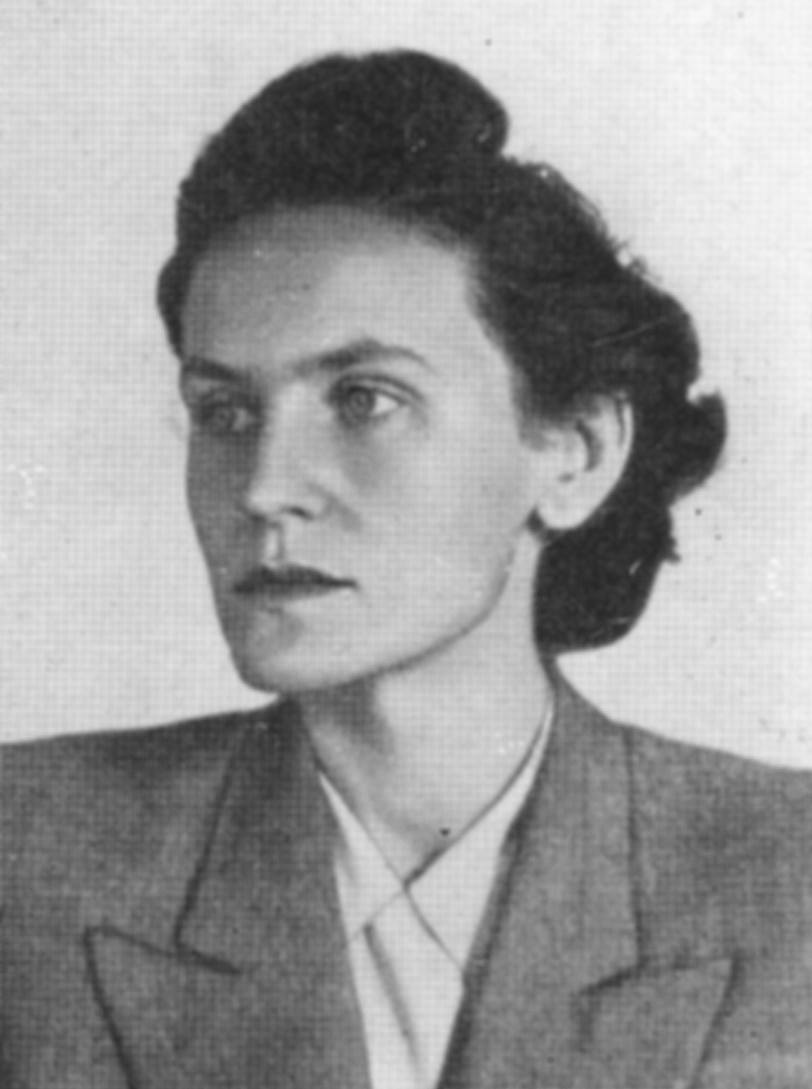
Ильза Штёбе
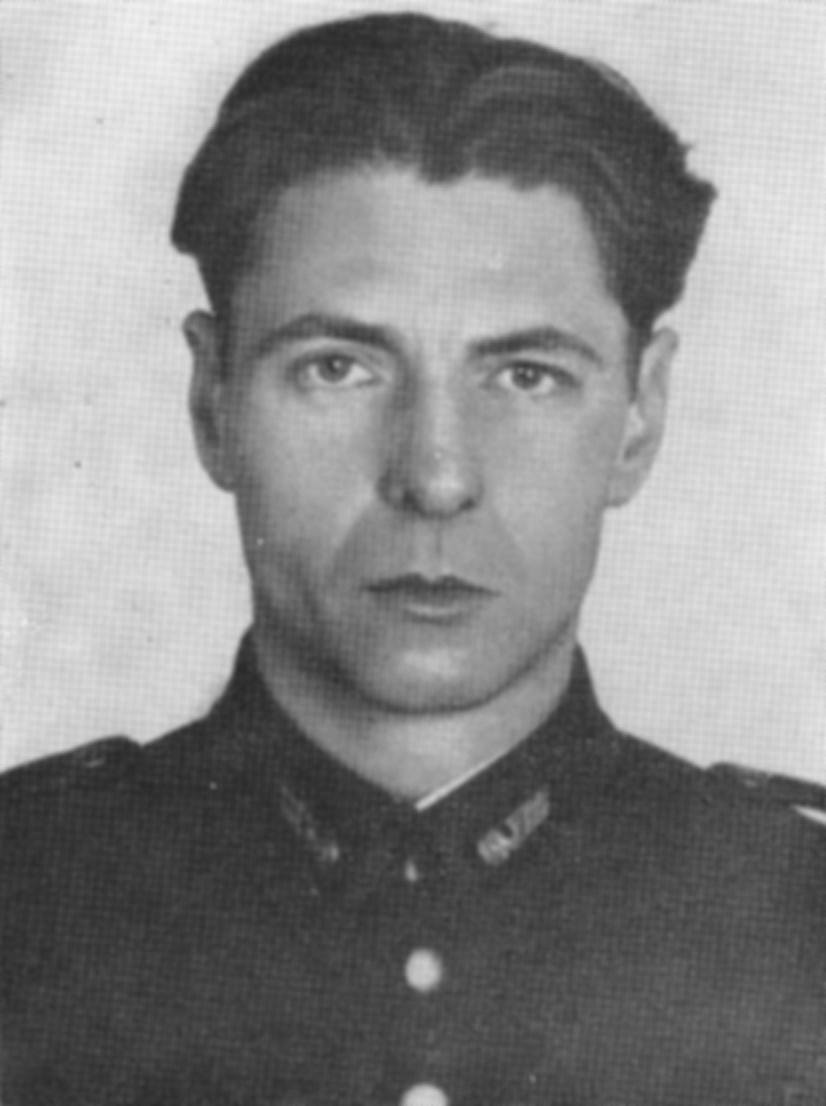
Йон Зиг

## Основные издания романа
1. Красные пианисты: Роман, повесть. — М.: Воениздат, 1990. — 366 c. — ISBN 5-203-01019-6.
2. Красные пианисты: Роман-хроника. — М.: Воениздат, 1991.
3. Красные пианисты; Кто придет на «Мариине»; Обжалованию не подлежит. — Ростов н/Д: Ред. журн. «Дон», 1991. — 464 с.
4. Красные пианисты: Роман-хроника. — Ростов н/Д: Мапрекон, 1994. — ISBN 5-7509-0263-3.
5. Красные пианисты. Желтый круг. / Серия «Особо опасен для рейха» — М.: Вече, 2008. — 412 с. — ISBN 978-5-9533-3559-1.